# Deésy Mária
Deésy Mária, névváltozat: Deési Mária (Budakalász, 1919. június 2. – Budapest, 1998. március 18.) magyar színésznő. Castiglione Henrik filmproducer unokahúga.

## Életpályája
Budakalászon született 1919. június 2-án. Tanítónői diplomát szerzett, majd 1943-ban az Országos Színészegyesület színészképző iskoláját végezte el. Pályáját a Madách Színházban kezdte, majd a Művész Színházban és a Magyar Színházban játszott. Az 1940-es évek elején számos filmben feltűnt kisebb szerepekben. 1950-től az Úttörő Színház tagja volt. 1954-től a Békés Megyei Jókai Színház szerződtette. 1956 és 1976 között az Állami Déryné Színház művésznője volt. A színészet mellett kisplasztikával is foglalkozott.

## Fontosabb színházi szerepei
- William Shakespeare: A makrancos hölgy... Katalin; Bianca
- William Shakespeare: Vízkereszt vagy amit akartok... Viola
- Molière: Nők iskolája... Ágnes
- Molière: Tartuffe... Pernelle asszony
- Szophoklész: Élektra... Karvezető
- Benjamin Jonson: A szótlan asszony... Hajnalka
- Fjodor Mihajlovics Dosztojevszkij – Láng György: Két férfi az ágy alatt... Izabellocska
- Jules Verne: Sándor Mátyás... Torontálné
- Mark Twain: Koldus és királyfi... Edith
- Jean Giraudoux: Trójában nem lesz háború... Béke
- Dario Niccodemi: Tacskó... Tacskó
- Frederick Knott: Éjféli nyomozás... Viola
- Jókai Mór: A kőszívű ember fiai... Plankenhorst Alfonsine
- Jókai Mór: A szerelem bolondjai... Malvina, Lemming Rudolf felesége
- Kisfaludy Károly: Csalódások... Lucza kisasszony
- Szigligeti Ede: Liliomfi... Mariska
- Szigligeti Ede: A mama... Cili
- Móricz Zsigmond: Légy jó mindhalálig... Nyilas Misi
- Móricz Zsigmond: Nem élhetek muzsikaszó nélkül... Mina néni
- Gárdonyi Géza: Egri csillagok... Éva
- Gárdonyi Géza: A bor... özv. Szunyogné, Juli anyja
- Molnár Ferenc: A Pál utcai fiúk... Nemecsek
- Molnár Ferenc: Doktor úr... Dr. Sárkányné
- Bárány Tamás: A szülő is ember... Gitta, titkárnő; Keresztmama
- Szabó Magda: Kígyómarás... Kémery Klára
- Fehér Klára: Becsület... Solymos
- Csizmarek Mátyás: Bújócska... Teri, Kovácsék lánya
- Csizmarek Mátyás: Érdekházasság... Éva
- Gáli József: Erős János... Nyusziposta
- Örsi Ferenc: Láthatatlan szerelem... Ágnes
- Eisemann Mihály – Szilágyi László: Én és a kisöcsém... Trudy; Jäger Frici
- Huszka Jenő: Lili bárónő... Illésházy Krisztina grófnő
- Hervé: Lili... Mme Vieboia
- Tóth Miklós: Kutyaszorító... Böske
- Urbán Ernő: Tűzkeresztség... Bozi Marika
- Bartos Ferenc – Baróti Géza: Mindent a mamáért... Erzsi
- Papp István: Árgyilus királyfi... A messziről jött javasasszony
- Sólyom László: Holnapra kiderül... Baby
- Halász Rudolf: Házasság hármasban... Bessy
- Hubert Marischka: Tavaszi hangok... Herti, Fanny barátnője
- Mona Brand: Fejvadászok... Christine Warren, Howard menyasszonya
- J. B. Priestley: Váratlan vendég... Dorothy

## Filmek, TV
- A kegyelmes úr rokona (1941)... Szávay rokona
- Háry János (1941)... udvarhölgy
- A cigány (1941)
- Féltékenység (1943)... Kata
- Legény a gáton (1943)... Manci
- A látszat csal (1944)
- Húsvét (1976)
- A lányom barátnője (1977)... nagymama
- Zokogó majom (sorozat) 4. rész (1978)